# Decoy
Albums de Miles Davis
Star People
(1983) You're Under Arrest
(1985)
Decoy est un album de Miles Davis de 1984. Au niveau mélodique et harmonique, il est marqué par l'influence du guitariste John Scofield et de la musique électronique.

## Liste des pistes
| No | Titre                | Auteur                         | Durée |
| -- | -------------------- | ------------------------------ | ----- |
| 1. | Decoy                | Miles Davis, Robert Irving III | 8:33  |
| 2. | Robot 415            | Miles Davis, Robert Irving III | 1:09  |
| 3. | Code M.D.            | Robert Irving III              | 5:59  |
| 4. | Freaky Deaky         | Miles Davis                    | 4:33  |
| 5. | What It Is           | Miles Davis, John Scofield     | 4:32  |
| 6. | That's Right         | Miles Davis, John Scofield     | 11:13 |
| 7. | That's What Happened | Miles Davis, John Scofield     | 3:34  |

## Interprètes et instruments
- Miles Davis - trompette, synthétiseur
- Bill Evans, Branford Marsalis - saxophone soprano
- Robert Irving III - synthétiseur, programmation
- John Scofield - guitare
- Darryl Jones - basse
- Al Foster - batterie
- Mino Cinelu - percussions
- Gil Evans - synthétiseur - arrangements